# 톨란
톨란(Tollan, Tolan 또는 Tolán)은 신대륙 발견 이전의 메소아메리카에 있던 두 제국의 수도를 가리키는 데 쓰이는 명칭이다. 그 중 하나는 톨텍 제국의 수도 툴라이고, 다른 하나는 테오티와칸이다.
이 이름은 나와틀어로 '골풀이 자라는 곳'이라는 의미인데, 인구가 많이 밀집하여 '사람들이 갈대밭처럼 빼곡히 모여사는 곳'이라는 의미를 비유적으로 표현한 것이다. 비슷한 의미를 가진 이름들이 마야와 다른 멕시코 원주민들의 언어에서 사용되었다.
테오티와칸은 이런 이름으로 불린 첫 번째 도시로 보인다. 테오티와칸 제국의 쇠퇴이후, 멕시코 중부는 여러 개의 자잘한 지역으로 분열되었다. 
후에 톨텍이 상당한 크기의 멕시코 제국을 일으켰는데 그들의 수도는 전시대의 위대한 테오티와칸에 붙여졌던 것처럼 이런 비유적인 이름으로 불리게 되었다. 스페인 정복자들이 도착한 아스텍 시기에 여러 문헌들에서 나타나는 테오티오칸과 톨텍은 종종 헷갈리고 동일시되기도 했다. 톨란이라는 별칭은 또한 종종 거대한 대도시나 수도에 붙기도 했는데, 촐룰라를 예로 들면
이 도시는 가끔 '톨란 촐룰라'로 불리기도 했고, 아스텍의 수도 테노치티틀란은 역시 비슷한 의미로 '톨란'이라는 칭호를 받았다.
톨란의 미시텍어 번역인 Ñuu Co'yo는 현재까지도 사용되고 있는 단어로 멕시코 시티를 가리킨다.